# Science-Fiction-Jahr 1914
Übersicht

◄◄ | ◄ | 1910 | 1911 | 1912 | 1913 | Science-Fiction-Jahr 1914 | 1915 | 1916 | 1917 | 1918 | ► | ►►

Weitere Ereignisse

## Neuerscheinungen Literatur
| Deutscher Titel                                                       | Jahr | Originaltitel | Autor                                        | Anmerkungen  |
| --------------------------------------------------------------------- | ---- | ------------- | -------------------------------------------- | ------------ |
| Auferstehung                                                          | –    | –             | Richard von Karstedt                         |              |
| Das Paradies der Verbrecher                                           | –    | –             | Ewald Gerhard Seeliger                       |              |
| Der Abgrund                                                           | –    | –             | Thomas Westerich                             | Theaterstück |
| Der Dreibund an die Front!                                            | –    | –             | L. Rautenburg                                |              |
| Der Platinraub                                                        | –    | –             | Robert Fürstenau                             |              |
| Der schwarze Ring                                                     | –    | –             | Otto Flake                                   |              |
| Die Frauen von Utopia                                                 | –    | –             | Herbert Müller-Guttenbrunn                   |              |
| Die Kaiserprüfung                                                     | –    | –             | Johannes Cotta                               |              |
| Die Luftschlacht am ersten Mobilmachungstage                          | –    | –             | Adolf Stein (Pseudonym Gerd Fritz Leberecht) |              |
| Die neue Sintflut                                                     | –    | –             | Gustav Adolf Melchers                        |              |
| Die Schöpfung der Vereinigten Staaten von Europa                      | –    | –             | Otto Lehmann-Russbüldt                       |              |
| Die wiedergefundene Zeitmaschine                                      | –    | –             | Wilhelm Bastine                              |              |
| Groß-Habsburg das Resultat des russisch-österreichischen Krieges 1918 | –    | –             | Octavius                                     |              |
| Solneman der Unsichtbare                                              | –    | –             | Alexander Moritz Frey                        |              |
| Vom Mars zur Erde                                                     | –    | –             | Albert Daiber                                |              |

## Neuerscheinungen Heftserien
- Hans Stark, der Fliegerteufel, 1914–1919, 38 Heftromane

## Geboren
- Roger Dee Aycock († 2004)
- Manly Banister († 1986)
- Adolfo Bioy Casares († 1999)
- William S. Burroughs († 1997)
- Leslie P. Davies († 1988)
- Roger Dee Aycock († 2004)
- Howard Fast († 2003)
- Romain Gary, Pseudonym von Roman Kacew († 1980)
- Horace L. Gold († 1996)
- Philip E. High († 2006)
- Hans Hellmut Kirst († 1989)
- Raphael Aloysius Lafferty († 2002)
- William F. Temple († 1989)
- Jan Gerhard Toonder († 1992)
- Wilson Tucker († 2006)
- Arno Schmidt († 1979)
- Pawel Weshinow († 1983)
- Jay Williams († 1978)
- Donald A. Wollheim († 1990)

## Gestorben
- Hans Nikolaus von Bernstorff (* 1856)
- Otto Henne-Am Rhyn (* 1828)
- Artur Hoerhammer
- Christian Morgenstern (* 1871)
- Bertha von Suttner (* 1843)